# Campeonato Europeo de Doma
El Campeonato Europeo de Doma es la máxima competición europea de la especialidad hípica de doma clásica. Se realiza cada año impar desde 1963 bajo la organización de la Federación Ecuestre Internacional (FEI). 
Alemania es la potencia continental en cuanto a esta especialidad de la hípica se refiere, alzándose con 22 de los títulos del campeonato por equipos y 16 del campeonato individual; en total ha conseguido 73 medallas. La única nación que en las últimas ediciones le ha podido hacer competición son los Países Bajos, que cuenta con 10 títulos y 34 medallas en total. España tiene en su haber cuatro medallas: por equipos, plata en 2003 y bronce en 2005, y con la participación de Beatriz Ferrer Salat, bronce en 2003 y bronce en 2015.

## Individual
| Núm.    | Año  | Sede                         | Oro                                                     | Plata                                                 | Bronce                                                   |
| ------- | ---- | ---------------------------- | ------------------------------------------------------- | ----------------------------------------------------- | -------------------------------------------------------- |
| I       | 1963 | Copenhague ( Dinamarca)      | Henri Chammartin · (Wolfdietrich) · Suiza               | Harry Boldt (Remus) RFA                               | Henri Chammartin · (Wörman) · Suiza                      |
| II      | 1965 | Copenhague ( Dinamarca)      | Henri Chammartin · (Wolfdietrich) · Suiza               | Harry Boldt (Remus) RFA                               | Reiner Klimke (Arcadius) RFA                             |
| III     | 1967 | Aquisgrán ( RFA)             | Reiner Klimke (Dux) RFA                                 | Ivan Kizimov (Ijor) URSS                              | Harry Boldt (Remus) RFA                                  |
| IV      | 1969 | Wolfsburgo ( RFA)            | Liselott Linsenhoff (Piaff) RFA                         | Ivan Kizimov (Ijor) URSS                              | Josef Neckermann (Remus) RFA                             |
| V       | 1971 | Wolfsburgo ( RFA)            | Liselott Linsenhoff (Piaff) RFA                         | Josef Neckermann (Van Eick) RFA                       | Ivan Kizimov (Ijor) URSS                                 |
| VI      | 1973 | Aquisgrán ( RFA)             | Reiner Klimke (Mehmed) RFA                              | Yelena Petushkova (Pepel) URSS                        | Ivan Kalita (Tarif) URSS                                 |
| VII     | 1975 | Kiev ( URSS)                 | Christine Stückelberger · (Granat) · Suiza              | Harry Boldt (Woyceck) RFA                             | Karin Schlüter (Liostro) RFA                             |
| VIII    | 1977 | San Galo · ( Suiza)          | Christine Stückelberger · (Granat) · Suiza              | Harry Boldt (Woyceck) RFA                             | Uwe Schulten-Baumer (Slibowitz) RFA                      |
| IX      | 1979 | Århus ( Dinamarca)           | Elisabeth Theurer · (Mon Chérie) · Austria              | Christine Stückelberger · (Granat) · Suiza            | Harry Boldt (Woyceck) RFA                                |
| X       | 1981 | Laxenburg · ( Austria)       | Uwe Schulten-Baumer (Madras) RFA                        | Christine Stückelberger · (Granat) · Suiza            | Gabriela Grillo (Galapagos) RFA                          |
| XI      | 1983 | Aquisgrán ( RFA)             | Anne Grethe Jensen (Marzog) Dinamarca                   | Reiner Klimke (Ahlerich) RFA                          | Uwe Sauer (Montevideo) RFA                               |
| XII     | 1985 | Copenhague ( Dinamarca)      | Reiner Klimke (Ahlerich) RFA                            | Otto Hofer · (Limandus) · Suiza                       | Anne Grethe Jensen (Marzog) Dinamarca                    |
| XIII    | 1987 | Leicester ( Reino Unido)     | Margit Otto-Crépin (Corlandus) Francia                  | Ann-Kathrin Linsenhoff (Courage) RFA                  | Johann Hinnemann (Ideaal) RFA                            |
| XIV     | 1989 | Mondorf ( Luxemburgo)        | Nicole Uphoff (Rembrandt) RFA                           | Margit Otto-Crépin (Corlandus) Francia                | Ann-Kathrin Linsenhoff (Courage) RFA                     |
| XV*     | 1991 | Donaueschingen · ( Alemania) | Isabell Werth · (Gigolo) · Alemania                     | Nicole Uphoff · (Rembrandt) · Alemania                | Margit Otto-Crépin (Corlandus) Francia                   |
| XV*     | 1991 | Donaueschingen · ( Alemania) | Sven Rothenberger · (Andiamo) · Alemania                | Klaus Balkenhol · (Goldstern) · Alemania              | Nina Menkova (Dixon) URSS                                |
| XVI*    | 1993 | Lipica ( Eslovenia)          | Isabell Werth · (Gigolo) · Alemania                     | Monica Theodorescu · (Andiamo) · Alemania             | Emile Faurie (Aktion) Reino Unido                        |
| XVI*    | 1993 | Lipica ( Eslovenia)          | Nicole Uphoff · (Grand Gilbert) · Alemania              | Sven Rothenberger · (Andiamo) · Alemania              | Gyula Dallos · (Aktion) · Hungría                        |
| XVII    | 1995 | Mondorf ( Luxemburgo)        | Isabell Werth · (Gigolo) · Alemania                     | Anky van Grunsven · (Bonfire) · Países Bajos          | Sven Rothenberger · (Bo) · Países Bajos                  |
| XVIII   | 1997 | Verden · ( Alemania)         | Isabell Werth · (Gigolo) · Alemania                     | Anky van Grunsven · (Bonfire) · Países Bajos          | Karin Rehbein · (Donnerhall) · Alemania                  |
| XIX     | 1999 | Arnhem · ( Países Bajos)     | Anky van Grunsven · (Bonfire) · Países Bajos            | Ulla Salzgeber · (Rusty) · Alemania                   | Arjen Teeuwissen · (Goliath T) · Países Bajos            |
| XX      | 2001 | Verden · ( Alemania)         | Ulla Salzgeber · (Rusty) · Alemania                     | Arjen Teeuwissen · (Goliath T) · Países Bajos         | Nadine Capellmann · (Farbenfroh) · Alemania              |
| XXI     | 2003 | Hickstead ( Reino Unido)     | Ulla Salzgeber · (Rusty) · Alemania                     | Jan Brink · (Björsells Briar) · Suecia                | Beatriz Ferrer-Salat · (Beauvalais) · España             |
| XXII    | 2005 | Hagen · ( Alemania)          | Anky van Grunsven · (Salinero) · Países Bajos           | Hubertus Schmidt · (Wansuela Suerte) · Alemania       | Jan Brink · (Björsells Briar) · Suecia                   |
| XXIII*  | 2007 | La Mandria · ( Italia)       | Isabell Werth · (Satchmo) · Alemania                    | Anky van Grunsven · (Salinero) · Países Bajos         | Imke Schellekens-Bartels · (Sunrise) · Países Bajos      |
| XXIII*  | 2007 | La Mandria · ( Italia)       | Anky van Grunsven · (Salinero) · Países Bajos           | Isabell Werth · (Satchmo) · Alemania                  | Imke Schellekens-Bartels · (Sunrise) · Países Bajos      |
| XXIV*   | 2009 | Windsor ( Reino Unido)       | Adelinde Cornelissen · (Parzival) · Países Bajos        | Edward Gal · (Moorlands Totilas) · Países Bajos       | Laura Bechtolsheimer (Mistral Hojris) Reino Unido        |
| XXIV*   | 2009 | Windsor ( Reino Unido)       | Edward Gal · (Moorlands Totilas) · Países Bajos         | Adelinde Cornelissen · (Parzival) · Países Bajos      | Anky van Grunsven · (Salinero) · Países Bajos            |
| XXV*    | 2011 | Róterdam · ( Países Bajos)   | Adelinde Cornelissen · (Jerich Parzival) · Países Bajos | Carl Hester (Uthopia) Reino Unido                     | Laura Bechtolsheimer (Mistral Hojris) Reino Unido        |
| XXV*    | 2011 | Róterdam · ( Países Bajos)   | Adelinde Cornelissen · (Jerich Parzival) · Países Bajos | Carl Hester (Uthopia) Reino Unido                     | Patrik Kittel · (Watermill Scandic) · Suecia             |
| XXVI*   | 2013 | Herning ( Dinamarca)         | Charlotte Dujardin (Valegro) Reino Unido                | Helen Langehanenberg · (Damon Hill) · Alemania        | Adelinde Cornelissen · (Jerich Parzival) · Países Bajos  |
| XXVI*   | 2013 | Herning ( Dinamarca)         | Charlotte Dujardin (Valegro) Reino Unido                | Helen Langehanenberg · (Damon Hill) · Alemania        | Adelinde Cornelissen · (Jerich Parzival) · Países Bajos  |
| XXVII*  | 2015 | Aquisgrán · ( Alemania)      | Charlotte Dujardin (Valegro) Reino Unido                | Kristina Bröring-Sprehe · (Desperados FRH) · Alemania | Hans Peter Minderhoud · (Glock´s Johnson) · Países Bajos |
| XXVII*  | 2015 | Aquisgrán · ( Alemania)      | Charlotte Dujardin (Valegro) Reino Unido                | Kristina Bröring-Sprehe · (Desperados FRH) · Alemania | Beatriz Ferrer-Salat · (Delgado) · España                |
| XXVIII* | 2017 | Gotemburgo · ( Suecia)       | Isabell Werth · (Weihegold Old) · Alemania              | Sönke Rothenberger · (Cosmo) · Alemania               | Cathrine Dufour (Atterupgaards Cassidy) Dinamarca        |
| XXVIII* | 2017 | Gotemburgo · ( Suecia)       | Isabell Werth · (Weihegold Old) · Alemania              | Sönke Rothenberger · (Cosmo) · Alemania               | Cathrine Dufour (Atterupgaards Cassidy) Dinamarca        |
| XXIX*   | 2019 | Róterdam · ( Países Bajos)   | Isabell Werth · (Bella Rose) · Alemania                 | Dorothee Schneider · (Showtime FRH) · Alemania        | Cathrine Dufour (Atterupgaards Cassidy) Dinamarca        |
| XXIX*   | 2019 | Róterdam · ( Países Bajos)   | Isabell Werth · (Bella Rose) · Alemania                 | Dorothee Schneider · (Showtime FRH) · Alemania        | Jessica von Bredow-Werndl · (TSF Dalera BB) · Alemania   |
| XXX*    | 2021 | Hagen · ( Alemania)          | Jessica von Bredow-Werndl · (TSF Dalera) · Alemania     | Isabell Werth · (Weihegold Old) · Alemania            | Cathrine Dufour (Bohemian) Dinamarca                     |
| XXX*    | 2021 | Hagen · ( Alemania)          | Jessica von Bredow-Werndl · (TSF Dalera) · Alemania     | Cathrine Dufour (Bohemian) Dinamarca                  | Charlotte Dujardin (Gio) Reino Unido                     |
| XXXI*   | 2023 | Riesenbeck · ( Alemania)     | Jessica von Bredow-Werndl · (TSF Dalera) · Alemania     | Nanna Skodborg Merrald (Blue Hors Zepter) Dinamarca   | Charlotte Dujardin (Imhotep) Reino Unido                 |
| XXXI*   | 2023 | Riesenbeck · ( Alemania)     | Jessica von Bredow-Werndl · (TSF Dalera) · Alemania     | Charlotte Fry (Glamourdale) Reino Unido               | Charlotte Dujardin (Imhotep) Reino Unido                 |

- (*) - En estas ediciones se celebraron dos torneos, arriba los resultados del Gran Premio Especial y abajo el Gran Premio Estilo Libre.

### Medallero histórico
- Actualizado a Riesenbeck 2023.

| Núm. | País         | Oro | Plata | Bronce | Total |
| ---- | ------------ | --- | ----- | ------ | ----- |
| 1    | Alemania     | 24  | 23    | 13     | 60    |
| 2    | Países Bajos | 7   | 6     | 8      | 21    |
| 3    | Reino Unido  | 4   | 3     | 6      | 13    |
| 4    | Suiza        | 4   | 3     | 1      | 8     |
| 5    | Dinamarca    | 1   | 2     | 5      | 8     |
| 6    | Francia      | 1   | 1     | 1      | 3     |
| 7    | Austria      | 1   | 0     | 0      | 1     |
| 8    | URSS         | 0   | 3     | 3      | 6     |
| 9    | Suecia       | 0   | 1     | 2      | 3     |
| 10   | España       | 0   | 0     | 2      | 2     |
| 11   | Hungría      | 0   | 0     | 1      | 1     |
|      | TOTAL        | 42  | 42    | 42     | 126   |

## Por equipos
| Núm.   | Año  | Sede                         | Oro | Plata | Bronce |
| ------ | ---- | ---------------------------- | --- | --- | --- |
| I      | 1963 | Copenhague ( Dinamarca)      | No realizado | No realizado | No realizado |
| II     | 1965 | Copenhague ( Dinamarca)      | Reiner Klimke (Arcadius) Harry Boldt (Remus) Josef Neckermann (Antoinette) RFA                                                                              | Henri Chammartin · (Wolfdietrich) · Gustav Fischer · (Wald) · Marianne Gossweiler · (Stephan) · Suiza                                                       | Ivan Kalita (Moar) Ivan Kizimov (Ijor) Yelena Petushkova (Pepel) URSS |
| III    | 1967 | Aquisgrán ( RFA)             | Reiner Klimke (Dux) Harry Boldt (Remus) Josef Neckermann (Mariano) RFA                                                                                      | Nikolai Kopeikin (Korbei) Ivan Kizimov (Ijor) Yelena Petushkova (Pepel) URSS                                                                                | Henri Chammartin · (Wolfdietrich) · Marianne Gossweiler · (Stephan) · Hansrüdi Thomi · (Mekka) · Suiza |
| IV     | 1969 | Wolfsburgo ( RFA)            | Liselott Linsenhoff (Piaff) Reiner Klimke (Dux) Josef Neckermann (Mariano) RFA                                                                              | Horst Köhler (Neuschnee) Wolfgang Müller (Marios) Gerhard Brockmüller (Tristan) RDA                                                                         | Ivan Kalita (Tarif) Ivan Kizimov (Ijor) Yelena Petushkova (Pepel) URSS |
| V      | 1971 | Wolfsburgo ( RFA)            | Liselott Linsenhoff (Piaff) Reiner Klimke (Dux) Josef Neckermann (Von Eick) RFA                                                                             | Ivan Kalita (Tarif) Ivan Kizimov (Ijor) Yelena Petushkova (Pepel) URSS                                                                                      | Maud von Rosen · (Lucky Boy) · Ulla Håkansson · (Ajax) · Anders Lindgren · Suecia |
| VI     | 1973 | Aquisgrán ( RFA)             | Reiner Klimke (Mehmed) Karin Schlüter (Liostro) Liselott Linsenhoff (Piaff) RFA                                                                             | Ivan Kalita (Tarif) Ivan Kizimov (Ijor) Yelena Petushkova (Pepel) URSS                                                                                      | Christine Stückelberger · (Merry Boy II) · Marita Aeschbacher · (Charlamp) · Hermann Dür · (Sod) · Suiza |
| VII    | 1975 | Kiev ( URSS)                 | Harry Boldt (Wojceck) Karin Schlüter (Liostro) Ilsebill Becher (Mitsouko) RFA                                                                               | Ivan Kalita (Tarif) Mijail Kopeikin Yelena Petushkova (Pepel) URSS                                                                                          | Christine Stückelberger · (Granat) · Ulrich Lehmann · (Widin) · Doris Ramseier · (Roch) · Suiza |
| VIII   | 1977 | San Galo · ( Suiza)          | Harry Boldt (Wojceck) Gabriela Grillo (Ultimo) Uwe Schulten-Baumer (Silbowitz) RFA                                                                          | Christine Stückelberger · (Granat) · Ulrich Lehmann · (Widin) · Claire Koch · (Scorpio) · Suiza                                                             | Irina Karacheva (Said) Mijail Kopeikin (Igrok) Vera Misevich (Plot) URSS |
| IX     | 1979 | Århus ( Dinamarca)           | Gabriela Grillo (Ultimo) Harry Boldt (Wojceck) Uwe Schulten-Baumer (Silbowitz) RFA                                                                          | Viktor Ugriumov (Shkval) Irina Karacheva (Said) Yelena Petushkova (Abakan) URSS                                                                             | Christine Stückelberger · (Granat) · Amy-Cathérine de Bary · (Aintree) · Ulrich Lehmann · (Widin) · Suiza |
| X      | 1981 | Laxenburg · ( Austria)       | Uwe Schulten-Baumer (Madras) Gabriela Grillo (Galapagos) Reiner Klimke (Ahlerich) RFA                                                                       | Christine Stückelberger · (Granat) · Amy-Cathérine de Bary · (Aintree) · Ulrich Lehmann · (Widin) · Suiza                                                   | Yuri Kovshov (Igrok) Vera Misevich (Plot) Tatiana Nenachova (Garun) URSS |
| XI     | 1983 | Aquisgrán ( RFA)             | Uwe Schulten-Baumer (Madras) Uwe Sauer (Montevideo) Herbert Krug (Muscadeur) Reiner Klimke (Ahlerich) RFA                                                   | Anne Grethe Jensen (Marzog) Finn Saksø-Larsen (Coq d'Or) Torben Ulsø Olsen (Patricia) Renee Igelski (Baloo) Dinamarca                                       | Otto Hofer · (Limandus) · Claire Koch · (Beau Geste II) · Christine Stückelberger · (Achat) · Amy-Cathérine de Bary · (Aintree) · Suiza |
| XII    | 1985 | Copenhague ( Dinamarca)      | Reiner Klimke (Ahlerich) Tilmann Meyer zu Erpen (Tristan) Uwe Sauer (Montevideo) Uwe Schulten-Baumer (Madras) RFA                                           | Anne Grethe Jensen (Marzog) Ernst Jessen (Why Not) Torben Ulsø Olsen (Patricia) Jesper Frismann (Clermont) Dinamarca                                        | Olga Klimko (Ruj) Yelena Petushkova (Hevsur) Yuri Kovshov (Buket) Vladimir Laniuguin (Kuznets) URSS |
| XIII   | 1987 | Leicester ( Reino Unido)     | Ann-Kathrin Linsenhoff (Courage) Johann Hinnemann (Ideaal) Herbert Krug (Floriano) Gina Capellmann (Ampere) RFA                                             | Daniel Ramseier · (Orlando) · Otto Hofer · (Limandus) · Ulrich Lehmann · (Xanthos) · Christine Stückelberger · (Gauguin de Lully) · Suiza                   | Annemarie Sanders · (Amon) · Hélène Aubert · (Mr. X) · Tineke Bartels · (Duco) · Bert Rutten · (Robby) · Países Bajos |
| XIV    | 1989 | Mondorf ( Luxemburgo)        | Nicole Uphoff (Rembrandt) Ann-Kathrin Linsenhoff (Courage) Isabell Werth (Weingart) Monica Theodorescu (Ganimedes) RFA                                      | Nina Menkova (Dikson) Yuri Kovshov (Buket) Olga Klimko (Shipovnik) Olga Udodenko (Vidury) URSS                                                              | Otto Hofer · (Andiamo) · Daniel Ramseier · (Random) · Samuel Schatzmann · (Rochus) · Ulrich Lehmann · (Xanthos) · Suiza |
| XV     | 1991 | Donaueschingen · ( Alemania) | Isabell Werth · (Gigolo) · Nicole Uphoff · (Rembrandt) · Klaus Balkenhol · (Goldstern) · Sven Rothenberger · (Andiamo) · Alemania                           | Nina Menkova (Dikson) Yuri Kovshov (Buket) Inna Zhurakovskaya (Podgon) Olga Klimko (Shipovnik) URSS                                                         | Anky van Grunsven · (Bonfire) · Sjef Janssen · (Bo) · Tineke Bartels · (Duphar's Courage) · Ellen Bontje · (Larius) · Países Bajos |
| XVI    | 1993 | Lipica ( Eslovenia)          | Nicole Uphoff · (Grand Gilbert) · Klaus Balkenhol · (Goldstern) · Monica Theodorescu · (Grunox) · Isabell Werth · (Gigolo) · Alemania                       | Ferdi Eilberg (Arun Tor) Richard Davison (Master JCB) Laura Fry (Quarryman) Emile Faurie (Virtu) Reino Unido                                                | Jeanette Haazen · (Windsor) · Leida Strijk · (Jewel) · Suzanne van Cuyk · (Mr Jackson) · Gonnelien Rothenberger · (Ideaal) · Países Bajos |
| XVII   | 1995 | Mondorf ( Luxemburgo)        | Nicole Uphoff · (Rembrandt) · Klaus Balkenhol · (Goldstern) · Isabell Werth · (Gigolo) · Martin Schaudt · (Durgo) · Alemania                                | Tineke Bartels · (Barbria) · Ellen Bontje · (Silvano) · Sven Rothenberger · (Bo) · Anky van Grunsven · (Bonfire) · Países Bajos                             | Dominique Brieussel (Akazie) Dominique d'Esmé (Arnoldo Thor) Margit Otto-Crépin (Lucky Lord) Marie-Hélène Syre (Marlon) Francia |
| XVIII  | 1997 | Verden · ( Alemania)         | Isabell Werth · (Gigolo) · Karin Rehbein · (Donnerhall) · Ulla Salzgeber · (Rusty) · Nadine Capellmann · (Gracioso) · Alemania                              | Sven Rothenberger · (Weyden) · Gonnelien Rothenberger · (Bo) · Anky van Grunsven · (Bonfire) · Ellen Bontje · (Silvano) · Países Bajos                      | Jan Brink · (Kleber Martini) · Louise Nathhorst · (Walk On Top) · Annette Solmell · (Strauss) · Ulla Håkansson · (Bobby) · Suecia |
| XIX    | 1999 | Arnhem · ( Países Bajos)     | Nadine Capellmann · (Gracioso) · Alexandra Simons de Ridder · (Chacomo) · Ulla Salzgeber · (Rusty) · Isabell Werth · (Anthony) · Alemania                   | Anky van Grunsven · (Bonfire) · Ellen Bontje · (Silvano) · Coby van Baalen · (Ferro) · Arjen Teeuwissen · (Goliath) · Países Bajos                          | Lone Jørgensen (Kennedy) Lars Petersen (Cavan) Jon Pedersen (Esprit d'Valdemar) Anne van Olst (Any How) Dinamarca |
| XX     | 2001 | Verden · ( Alemania)         | Nadine Capellmann · (Farbenfroh) · Heike Kemmer · (Albano) · Ulla Salzgeber · (Rusty) · Isabell Werth · (Anthony) · Alemania                                | Ellen Bontje · (Silvano) · Arjen Teeuwissen · (Goliath) · Gonnelien Rothenberger · (Weyden) · Anky van Grunsven · (Idool) · Países Bajos                    | Jon Pedersen (Esprit d'Valdemar) Lone Jørgensen (Kennedy) Lars Petersen (Cavan) Nathalie zu Sayn-Wittgenstein (Fantast) Dinamarca |
| XXI    | 2003 | Hickstead ( Reino Unido)     | Ulla Salzgeber · (Rusty) · Heike Kemmer · (Bonaparte) · Klaus Husenbeth · (Piccolino) · Isabell Werth · (Satchmo) · Alemania                                | Beatriz Ferrer-Salat · (Beauvalais) · Rafael Soto Andrade · (Invasor) · Ignacio Rambla Algarín · (Distinguido) · Juan Antonio Jiménez · (Guizo) · España    | Emma Hindle (Weltmeyer) Nicola McGivern (Active Walero) Richard Davison (Ballaseyr Royale) Emile Faurie (Rascher Hopes) Reino Unido |
| XXII   | 2005 | Hagen · ( Alemania)          | Heike Kemmer · (Bonaparte) · Hubertus Schmidt · (Wansuela Suerte) · Ann-Kathrin Linsenhoff · (Sterntaler) · Klaus Husenbeth · (Piccolino) · Alemania        | Anky van Grunsven · (Salinero) · Edward Gal · (Lingh) · Laurens van Lieren · (Ollright) · Sven Rothenberger · (Barclay II) · Países Bajos                   | Beatriz Ferrer-Salat · (Beauvalais) · Juan Antonio Jiménez · (Guizo) · Ignacio Rambla Algarín · (Distinguido) · José Ignacio López · (Nevado Santa Clara) · España · Jan Brink · (Briar) · Tinne Vilhelmson-Silfvén · (Just Mickey) · Louise Nathhorst · (Guinnes) · Suecia |
| XXIII  | 2007 | La Mandria · ( Italia)       | Hans Peter Minderhoud · (Nadine) · Laurens van Lieren · (Ollright) · Anky van Grunsven · (Salinero) · Imke Schellekens-Bartels · (Sunrise) · Países Bajos   | Monica Theodorescu · (Whisper) · Ellen Schulten-Baumer · (Donatha) · Nadine Capellmann · (Elvis VA) · Isabell Werth · (Satchmo) · Alemania                  | Per Sandgaard · (Orient) · Louise Nathhorst · (Isidor) · Tinne Vilhelmson-Silfvén · (Solos Carex) · Jan Brink · (Briar) · Suecia |
| XXIV   | 2009 | Windsor ( Reino Unido)       | Imke Schellekens-Bartels · (Sunrise) · Adelinde Cornelissen · (Parzival) · Anky van Grunsven · (Salinero) · Edward Gal · (Totilas) · Países Bajos           | Maria Eilberg (Two Sox) Carl Hester (Liebling II) Laura Bechtolsheimer (Mistral Hojris) Emma Hindle (Lancet) Reino Unido                                    | Susanne Lebek · (Potomac) · Ellen Schulten-Baumer · (Donatha) · Matthias Alexander Rath · (Sterntaler) · Monica Theodorescu · (Whisper) · Alemania |
| XXV    | 2011 | Róterdam · ( Países Bajos)   | Emile Faurie (Elmegardens Marquis) Charlotte Dujardin (Valegro) Carl Hester (Uthopia) Laura Bechtolsheimer (Mistral Hojris) Reino Unido                     | Helen Langehanenberg · (Damon Hill) · Christoph Koschel · (Donnperignon) · Isabell Werth · (El Santo) · Matthias Alexander Rath · (Totilas) · Alemania      | Sander Marijnissen · (Moedwill) · Hans Peter Minderhoud · (Nadine) · Edward Gal · (Sisther de Jeu) · Adelinde Cornelissen · (Parzival) · Países Bajos |
| XXVI   | 2013 | Herning ( Dinamarca)         | Fabienne Lütkemeier · (d'Agostino) · Isabell Werth · (Don Johnson) · Kristina Sprehe · (Desperados) · Helen Langehanenberg · (Damon Hill) · Alemania        | Daniëlle Heijkoop · (Siro) · Hans Peter Minderhoud · (Romanov) · Edward Gal · (Undercover) · Adelinde Cornelissen · (Parzival) · Países Bajos               | Charlotte Dujardin (Valegro) Carl Hester (Uthopia) Michael Eilberg (Half Moon Delphi) Gareth Hughes (Nadonna) Reino Unido |
| XXVII  | 2015 | Aquisgrán · ( Alemania)      | Patrick van der Meer · (Uzzo) · Hans Peter Minderhoud · (Johnson) · Edward Gal · (Undercover) · Diederik van Silfhout · (Arlando) · Países Bajos            | Charlotte Dujardin (Valegro) Carl Hester (Nip Tuck) Michael Eilberg (Marakov) Fiona Bigwood (Atterupgaards Orthilia) Reino Unido                            | Jessica von Bredow-Werndl · (Unee) · Isabell Werth · (Don Johnson) · Kristina Bröring-Sprehe · (Desperados) · Matthias Alexander Rath · (Totilas) · Alemania |
| XXVIII | 2017 | Gotemburgo · ( Suecia)       | Helen Langehanenberg · (Damsey) · Dorothee Schneider · (Sammy Davis Jr.) · Sönke Rothenberger · (Cosmo) · Isabell Werth · (Weihegold) · Alemania            | Agnete Kirk Thinggaard (Jojo) Anna Zibrandtsen (Arlando) Anna Kasprzak (Donnperignon) Cathrine Dufour (Atterupgaards Cassidy) Dinamarca                     | Rose Mathisen · (Zuidenwind) · Tinne Vilhelmson-Silfvén · (Paridon Magi) · Therese Nilshagen · (Dante Weltino) · Patrik Kittel · (Delaunay) · Suecia |
| XXIX   | 2019 | Róterdam · ( Países Bajos)   | Jessica von Bredow-Werndl · (Dalera) · Dorothee Schneider · (Showtime) · Sönke Rothenberger · (Cosmo) · Isabell Werth · (Bella Rose) · Alemania             | Anne Meulendijks · (Avanti) · Hans Peter Minderhoud · (Dream Boy) · Emmelie Scholtens · (Desperado) · Edward Gal · (Zonik) · Países Bajos                   | Antonia Ramel · (Brother de Jeu) · Juliette Ramel · (Buriel) · Therese Nilshagen · (Dante Weltino) · Patrik Kittel · (Well Done de la Roche) · Suecia |
| XXX    | 2021 | Hagen · ( Alemania)          | Dorothee Schneider · (Faustus) · Helen Langehanenberg · (Annabelle) · Isabell Werth · (Weihegold Old) · Jessica von Bredow-Werndl · (TSF Dalera) · Alemania | Gareth Hughes (Sintano) Charlotte Fry (Everdale) Carl Hester (En Vogue) Charlotte Dujardin (Gio) Reino Unido                                                | Charlotte Heering (Bufranco) Nanna Skodborg Merrald (Orthilia) Daniel Bachmann Andersen (Marshall-Bell) Cathrine Dufour (Bohemian) Dinamarca |
| XXXI   | 2023 | Riesenbeck · ( Alemania)     | Gareth Hughes (Classic Briolinca) Carl Hester (Fame) Charlotte Dujardin (Imhotep) Charlotte Fry (Glamourdale) Reino Unido                                   | Matthias Alexander Rath · (Thiago GS) · Isabell Werth · (Quantaz) · Frederic Wandres · (Bluetooth OLD) · Jessica von Bredow-Werndl · (Dalera BB) · Alemania | Daniel Bachmann Andersen (Vayron) Andreas Helgstrand (Jovian) Carina Krüth (Heiline's Danciera) Nanna Skodborg Merrald (Blue Hors Zepter) Dinamarca |

### Medallero histórico
- Actualizado a Riesenbeck 2023.

| Núm. | País         | Oro | Plata | Bronce | Total |
| ---- | ------------ | --- | ----- | ------ | ----- |
| 1    | Alemania     | 25  | 4     | 2      | 31    |
| 2    | Países Bajos | 3   | 7     | 4      | 14    |
| 3    | Reino Unido  | 2   | 4     | 2      | 8     |
| 4    | URSS         | 0   | 7     | 5      | 12    |
| 5    | Suiza        | 0   | 4     | 6      | 10    |
| 6    | Dinamarca    | 0   | 3     | 4      | 7     |
| 7    | España       | 0   | 1     | 1      | 2     |
| 8    | Suecia       | 0   | 0     | 6      | 6     |
| 9    | Francia      | 0   | 0     | 1      | 1     |
|      | TOTAL        | 30  | 30    | 31     | 91    |

## Medallero histórico total
- Actualizado a Riesenbeck 2023.

| Núm. | País         | Oro | Plata | Bronce | Total |
| ---- | ------------ | --- | ----- | ------ | ----- |
| 1    | Alemania     | 49  | 27    | 15     | 91    |
| 2    | Países Bajos | 10  | 13    | 12     | 35    |
| 3    | Reino Unido  | 6   | 7     | 8      | 21    |
| 4    | Suiza        | 4   | 7     | 7      | 18    |
| 5    | Dinamarca    | 1   | 5     | 9      | 15    |
| 6    | Francia      | 1   | 1     | 2      | 4     |
| 7    | Austria      | 1   | 0     | 0      | 1     |
| 8    | URSS         | 0   | 10    | 8      | 18    |
| 9    | Suecia       | 0   | 1     | 8      | 9     |
| 10   | España       | 0   | 1     | 3      | 4     |
| 11   | Hungría      | 0   | 0     | 1      | 1     |
|      | TOTAL        | 72  | 72    | 73     | 217   |

1. 1 2 3  Incluye las medallas obtenidas por la RFA y la RDA entre 1949 y 1990.